# Aeroport Internacional Houari Boumedienne
L'Aeroport Internacional Houari Boumedienne és un aeroport civil situat a 17 km al sud-est d'Alger, la capital d'Algèria. El seu nom procedeix d'Houari Boumedienne, tot i que és més conegut com a Aeroport d'Argel. És el principal aeroport d'Algèria i un del més importants d'Àfrica.
Sota control francès, Dar El Beïda, la zona on se situa l'aeroport, era coneguda com a Maison Blanche i, en la majoria de llibres sobre la Guerra d'Independència d'Algèria és conegut com a aeroport Maison Blanche. El codi OACI d'aquest aeroport és DAAG i el codi IATA és ALG.

## Propietat
La Company Management Services and Infrastructure Aéroportuaires (SGSIA), més comunament coneguda com a "Aeroport d'Argel", és una companyia pública. Va ser fundada l'1 de novembre de 2006 per dirigir i gestionar l'Aeroport d'Argel Houari Boumedienne. La SGSIA posseeix 1.200 empleats.

## Terminals
La Terminal Internacional (Terminal 1) posseeix una capacitat de sis milions de passatgers a l'any. Va ser inaugurada el 5 de juliol de 2006 pel president Abdelaziz Bouteflika. El trànsit internacional és de 2,5 milions de passatgers a l'any.
La Terminal Domèstica (Terminal 2) renovada el 2007, té una capacitat de 2,5 milions de passatgers anuals. El trànsit domèstic és d'1,5 milions de passatgers a l'any. La Terminal 2 està equipada amb vint taulells de facturació, una cafeteria i una sala d'oració. La terminal també té una farmàcia, una perfumeria, una perruqueria, rellotgeries, guarda-equipatges, una botiga de joguines i un estanc/ quiosc. Hi ha nou-centes places d'aparcament, una parada de taxis, una sala d'embarcament de 5.000 m², amb set portes d'embarcament, zona de lliurament d'equipatges, i sales per a passatgers de primera classe.
L'any 2019 es va inaugurar una tercera terminal amb l'objectiu d'alleugerir les altres dues.

## Aerolínies i destinacions
Les següents aerolínies tenen vols regulars a l'aeroport Houari Boumedienne al febrer de 2013:
| Aerolínies                    | Destinacions | Terminal/Hall                          |
| ----------------------------- | --- | -------------------------------------- |
| Aigle Azur                    | Basilea/Mulhouse, Lilla, Lió, Marsella, París-Orly, Tolosa de Llenguadoc | 1-1                                    |
| Air Algérie                   | Abidjan, Alacant, Amman-Queen Alia, Bamako, Barcelona, Pequín-Capital, Beirut, Bordeus, Brussel·les, el Caire, Casablanca, Dakar, Damasc, Dubai, Frankfurt, Ginebra, Istanbul-Atatürk, Jeddah, Lilla, Londres-Heathrow, Lió, Madrid, Marsella, Metz/Nancy, Milà-Malpensa, Montréal-Trudeau, Moscou-Xeremètievo, Niamey, Niça, Nouakchott, Ouagadougou, Palma, París-Charles de Gaulle, París-Orly, Roma-Fiumicino, Estrasburg, Tolosa de Llenguadoc, Trípoli, Tunísia, Saragossa | 1-2                                    |
| Air Algérie                   | Adrar, Annaba, Batna, Bechar, Bejaia, Biskra, Bordj Mokhtar, Constantina, Djanet, Djelfa, El Goleja, L'Oued, Ghardaia, Hassi Messaoud, Hassi R'Mel, Illizi, In Amenes, In Salah, Jijel, Laghouat, Mastegués, Orà, Ouargla, Setif, Tamanrasset, Tebessa, Tiaret, Timimoun, Tindouf, Tlemcen, Touggourt | 2                                      |
| Air France                    | Marsella, París-Charles de Gaulle | 1-1                                    |
| Air Nostrum                   | València | 1-1 (comença el 8 de setembre de 2012) |
| Alitalia                      | Roma-Fiumicino | 1-1                                    |
| British Airways               | Londres-Heathrow | 1-1                                    |
| EgyptAir                      | El Caire | 1-1                                    |
| Emirates                      | Dubai | 1-1 (comença l'1 de març de 2013)      |
| Iberia                        | Madrid | 1-1                                    |
| Jetairfly                     | Brussel·les-Sud Charleroi | 1-1                                    |
| Libyan Airlines               | Trípoli | 1-1                                    |
| Lufthansa                     | Frankfurt | 1-1                                    |
| Qatar Airways                 | Doha | 1-1                                    |
| Royal Air Maroc               | Casablanca, Oujda | 1-1                                    |
| Saudi Arabian Airlines        | Jiddah | 1-1                                    |
| Swiss International Air Lines | Zuric | 1-1                                    |
| Syrian Air                    | Damasc | 1-1                                    |
| TAP Portugal                  | Lisboa | 1-1                                    |
| Tassili Airlines              | Constantina, Ghardaia, Orà | 2                                      |
| Tunisair                      | Tunísia | 1-1                                    |
| Turkish Airlines              | Istanbul-Atatürk | 1-1                                    |
| Vueling                       | Barcelona | 1-1                                    |

## Segona Guerra Mundial
Durant la Segona Guerra Mundial, l'aeroport va ser utilitzat per la unitat de transport aeri de la USAF com a base de càrrega, trànsit d'avions i personal. Funcionava com a parada tècnica en la ruta a l'Aeroport de Tafarquay, prop d'Orà  o a l'Aeroport de Tunísia, Tunísia en la ruta de transport del nord d'Àfrica El Caire-Dakar. També efectuava vols de passatgers i càrrega a Marsella, Milà, Nàpols i Palermo, Sicilia.

## Incidents
- El 28 d'agost de 1992, una bomba en l'aeroport va matar nou persones i va ferir a altres 128. Diverses persones van ser arrestades per la seva implicació amb l'atemptat, incloent a Hossein Abderrahim, un membre del grup polític islamista FIS. Va ser executat en 1993.
- El 24 de desembre de 1994 el Vol 8969 d'Air France amb un Airbus A300, en rumb a París, va ser segrestat per quatre terroristes islàmics abans de desenganxar; tres passatgers van morir abans de sortir. A Marsella un equip d'operacions especials de la Gendarmeria Francesa van prendre l'avió i van matar els quatre segrestadors, encara que 25 passatgers van resultar ferits.

## Galeria

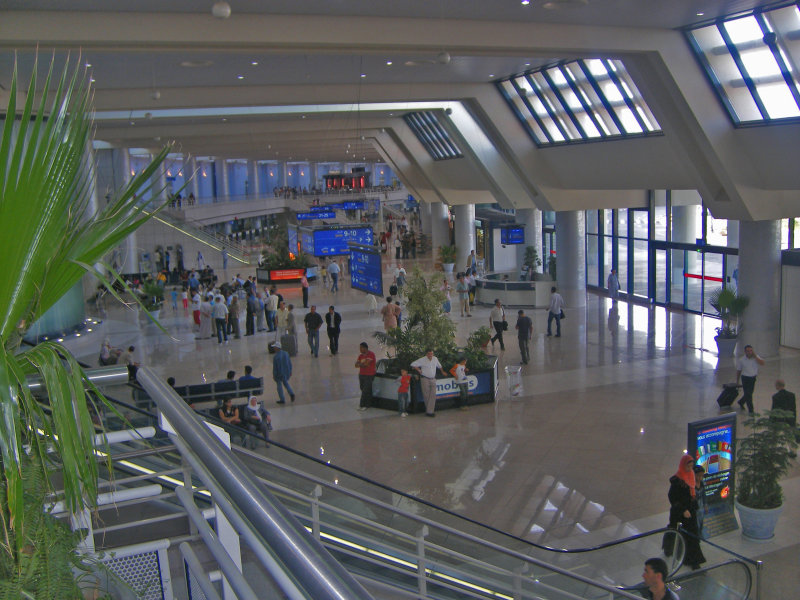
Nova terminal
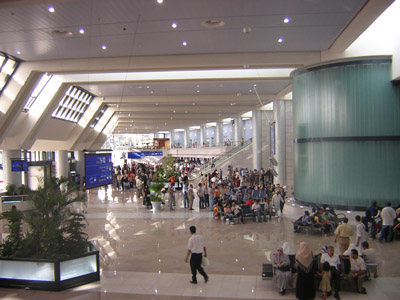
Zona de facturació
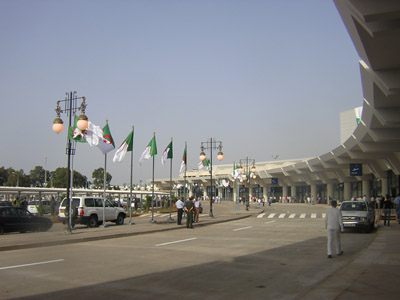
Entrada a la terminal